# Croatia Open Umag 2013
L'ATP Vegeta Croatia Open Umag 2013 è stato un torneo di tennis giocato sulla terra rossa. È stata la 24ª edizione dell'evento ATP Vegeta Croatia Open Umag che fa parte della categoria ATP World Tour 250 series nell'ambito dell'ATP World Tour 2013. Si è giocato all'International Tennis Center di Umago in Croazia dal 20 luglio al 28 luglio 2013.

## Partecipanti

### Teste di serie
| Nazione    | Giocatore            | Ranking* | Testa di serie |
| ---------- | -------------------- | -------- | -------------- |
| Francia    | Richard Gasquet      | 9        | 1              |
| Italia     | Andreas Seppi        | 24       | 2              |
| Italia     | Fabio Fognini        | 25       | 3              |
| Ucraina    | Aleksandr Dolhopolov | 26       | 4              |
| Spagna     | Tommy Robredo        | 29       | 5              |
| Spagna     | Fernando Verdasco    | 34       | 6              |
| Slovacchia | Martin Kližan        | 38       | 7              |
| Germania   | Florian Mayer        | 45       | 8              |

* Teste di serie basate sul ranking al 15 luglio 2013.

### Altri partecipanti
I seguenti giocatori hanno ricevuto una wild card per il tabellone principale:
- Borna Ćorić
- Mate Pavić
- Jiří Veselý

I seguenti giocatori sono passati dalle qualificazioni:

- Dušan Lajović
- Joško Topić
- Blaž Kavčič
- Boy Westerhof

## Campioni

### Singolare
Tommy Robredo ha sconfitto in finale  Fabio Fognini per 6-0, 6-3.
- È il dodicesimo titolo in carriera, secondo dell'anno.

### Doppio
Martin Kližan /  David Marrero hanno sconfitto in finale  Nicholas Monroe /  Simon Stadler per 6-1, 5-7, [10-7].